# MEKO 140
La MEKO 140, a veces llamada clase Espora, es una serie de seis corbetas multipropósito diseñadas por Blohm + Voss para la Armada Argentina en la década de 1980. Fueron construidas bajo licencia en los astilleros de Río Santiago del AFNE, situados en Ensenada, Argentina. Su proyecto es un desarrollo de las corbetas Clase João Coutinho diseñadas por el ingeniero Rogério de Oliveira para la Armada Portuguesa. Los buques de la Clase Espora fueron diseñados y construidos de acuerdo con un sistema de módulos, que permite cambios tecnológicos en armas y sistemas, sin afectar la operatividad del buque. Este diseño es el origen de la denominación MEKO, de allí que a los buques se los conozca como MEKO 140; el número se debe al desplazamiento estándar de 1400 t.
La construcción de estos buques fue autorizada por el 1 de agosto de 1979 y el primer buque de la serie fue botado a principios de 1981. Las primeras tres unidades fueron construidas sin hangar para helicóptero.
Los últimos dos buques de la serie, el ARA Robinson y el ARA Gómez Roca fueron entregados a la Armada Argentina en 2000 y 2004, respectivamente. La demora se debió a problemas presupuestarios que paralizaron su construcción por casi 10 años. Inclusive, los buques fueron puestos a la venta por un tiempo. Las últimas unidades presentan ciertas mejoras, básicamente en automatización de ciertos procesos.
Los seis buques de la serie componían la 2.ª. División de Corbetas, actual División Corbetas. Las misiones de las Corbetas Clase MEKO 140 comprenden la vigilancia marítima de la Zona Económica Exclusiva (Control del Mar); el ataque a blancos de superficie (Exocet MM 38); el ataque a blancos submarinos (torpedos A-244-S); la defensa aérea de punto (Breda Bofors de 40 mm) y el ataque a blancos costeros o de superficie (Oto Melara de 76 mm). Desde que fueron incorporados a la 2.ª División de Corbetas —actual División de Corbetas— participan activamente en ejercitaciones —llamadas Etapas de Mar— con el resto de los buques de la Flota de Mar, la División de Patrullado Marítimo, la Fuerza de Submarinos y aviones y helicópteros de la Aviación Naval. También han tomado parte en numerosas operaciones navales con unidades de otros países, en ejercicio Pre-Unitas, UNITAS, Gringo-Gaucho, Atlasur, Passex, Gosth, y Fraterno.
La conversión de la corbeta ARA Parker para tareas de patrullaje oceánico, ingresando a Tandanor a fines de 2021. Sin embargo hacia diciembre de 2024 la unidad se halla paralizada en las instalaciones.

## Unidades
Originalmente, los números de gallardete de los buques que serían de F-4 a F-9 cambiaron a la serie comprendida entre F-10 y F-15. Los números cambiaron nuevamente en 1988 cuando se implementó la serie que abarca de F-41 a F-46.
| Nombre     | Número | Constructor       | Iniciado | Botado | Asignado | Destino          |
| ---------- | ------ | ----------------- | -------- | ------ | -------- | ---------------- |
| Espora     | P-41   | AFNE Río Santiago | 1981     | 1982   | 1985     | En servicio      |
| Rosales    | P-42   | AFNE Río Santiago | 1982     | 1983   | 1986     | En servicio      |
| Spiro      | P-43   | AFNE Río Santiago | 1982     | 1983   | 1987     | En servicio      |
| Parker     | P-44   | AFNE Río Santiago | -        | 1984   | 1990     | En mantenimiento |
| Robinson   | P-45   | AFNE Río Santiago | -        | 1984   | 2000     | En servicio      |
| Gómez Roca | P-46   | AFNE Río Santiago | 1983     | 1984   | 2004     | En servicio      |